# 長老ヶ岳
長老ヶ岳（ちょうろうがだけ）は、丹波高地に属する山である。長老さんあるいは長老山とも呼ばれる。京都丹波高原国定公園に選定。

## 概要
京都府北部では三国岳 (959m) に次ぐ高峰で、大きな屋根型の山容を呈する。平安時代には密教寺院が100余ある霊山であったが焼討ちにあったとされ、中世には京丹波町に移された。
山頂には一等三角点「長老ケ岳」が設置されている。山頂付近にはDDIの鉄塔が立ち並び、シャクナゲやイワカガミの群生地があり、晴れた日には青葉山、大江山など北近畿の山々および日本海、南東側には愛宕山や大峰山まで望める。

## 登山ルート
京丹波町、山頂北側の仏主、および南西側の下乙見から登山道がある。また仏主からはDDIの管理用車道が山頂付近まで延びている。